# Interpretacions feministes de la caça de bruixes de l'època moderna
Al llarg del segles XIX i XX, hi ha hagut moltes interpretacions del fenomen de la caça de bruixes fetes des de corrents feministes.

## Primera onada feminista
Una de les primeres feministes a escriure sobre l'assumpte és Matilda Joslyn Gage, una escriptora americana compromesa amb la primera onada feminista wave i en l'obtenció dels drets de vot per a les dones. L'any 1893, publica el llibre Woman, Church and State (Dona, església i Estat) que està escrit: "en la pressa per retallar el temps dedicat a l'activisme que no deix espai per la recerca original". Influïda per l'obra de Jules Michelet en el cas del culte de les bruixes, afirma que les bruixes assetjades durant l'època moderna són sacerdotesses seguidores d'una religió qui venera una gran deessa pagana provinent d'una religió antiga. També, repeteix erròniament, el treball de varis autors germànics, que diuen que 9 milions de persones van ser executades en el marc de la caça a les bruixes i que 

## Segona onada
L'any 1973, dos feministes americanes de la segona onada feminista, Barbara Ehrenreich i Deirdre English, publiquen un pamflet en el qual afirmen que les dones assetjades són les curanderes i matrones tradicionals de la comunitat que són eliminades a propòsit per una part de la població masculina. Aquesta teoria ignora el fet que la majoria de les persones assetjades no són ni matrones ni curanderes, i que a nombroses zones d'Europa, aquestes categories van formar part de les persones que alentaven les persecucions.
Encara que elles publiquen el seu treball com les autores, la recepció del seu treball és tan positiva, que la  Feminist Press en reprèn la publicació, i l'obra ha estat distribuïda al món sencer, i a continuació traduïda en Francès, Espanyol, Alemany, Hebreu, Danès i Japonès . Si més no, Ehrenreich i  English han de corregir certs aspectes afegint certes les fonts a la reedició del seu llibre l'any 2010. De fet, Ehrenreich i English havien citat Margaret Murray, desacreditada des de feia temps. Encara que la majoria de les bruixes hagin probablement estat cristianes, la influència de Murray porta a Ehrenreich i English a creure que les bruixes són una part activa de la religió pagana.
Altres historiadores feministes han rebutjat aquesta interpretació dels esdeveniments; la historiadora Diane Purkiss la jutja políticament poc útil perquè descriu les dones com les víctimes impotents del patriarcat, el que no afavoreix un compromís en les lluites feministes contemporànies[4].
Ella també condemna l'obra per la seva inexactitud en els fets, subratllant que les feministes que s'hi adhereixen ignoren la successió dels fets de la història, promovent-la perquè és entesa com un exemple de lluita contra la societat patriarcal[5].
Afirma que algunes feministes radicals continuen adherint-se a aquesta idea per una banda pel seu significat mistic, i d'altra part degut a l'estructura ben delimitada que va establir entre els opressors i les víctimes.
Purkiss crítica igualment la creença segons la qual les dones contínuament han estat oprimides a través de la història. Purkiss afirma que els feministes radicals prenen una postura a-històrica que valora el compromís emocional en detriment de les regles de l'evidència.[6]
Purkiss atribueix el mite de l'època de les fogueres (myth of the burning times) a un gir del moviment feminista que s'allunya d'una focalització sobre els drets per a apropar-se a temes de caràcter de violència sexual i conjugal, perquè aquests temes han estat vistos com a representants dels crims patriarcals. El resultat n'és que la repressió caracteritza les dones en referència al terreny de la seva sexualitat.

## Nou milions de dones segons Gottfried Christian Voigt
La xifra de 9 milions de dones matades durant les caceres a les bruixes és un mite popular del feminisme del XX segle i del neopaganisme. Aquesta xifra surt de Gottfried Christian Voigt. La història d'aquesta estimació és avaluada i explicada per Behringer (1998).
Voigt ho publica a un article de 1784, al context del segle de les Llums, desitjant subratllar la importància de l'educació per a desarrelar les idees supersticioses i la parar la caça a les bruixes, la qual disminueix en importància en menys d'una generació. Criticava l'estimació de Voltaire, qui parla de diversos centenars de milers, xifra jutjada massa poc important. Voigt basa la seva estimació sobre 20 casos documentats sobre 50 anys a l'arxiu de Quedlinburg, a Alemanya. Basant-se en els registres entre 1569 i 1589, estima que 40 execucions tenen lloc durant aquest període, i extrapola aquesta xifra per obtenir 133 executions per segle.
Voigt extrapola a continuació aquesta xifra a tota la població d'Europa, arribant a « 858,454 per segle » i per a 11 segles de persecucions a té « 9 442 994 persones » al total. La xifra de Voigt s'ha arrodonit a 9 milions per Gustav Roskoff en Història del diable de 1869. És repetida a continuació per nombre d'historiadors alemanys i anglesos, sobretot per  la   militant per al dret de les dones Matilda Joslyn Gage, per Margaret Murray (1921), i per la propaganda Nazi, qui als anys 1930 utilitza les bruixes com un símbol de la cultura völkisch cultura, per a oposar-la a la cultura mediterrània o cristiana semita. L'any 1935 Der christliche Hexenwahn (« La bogeria de les bruixes cristianes ») afirma que la caça a les bruixes era cristiana, i doncs una temptativa jueva per a exterminar la feminitat ària. L'estudi dels actes judicials empresa pel Hexen-Sonderkommando SS de Himmler resulten útils per estimar el nombre de víctimes. Mathilde Ludendorff l'any 1934 a Christliche Grausamkeit any Deutschen Frauen ("Crueltat cristiana cap a les dones alemanyes) repeteix igualment la xifra de nou milions de víctimes.
La xifra estimada de 133 execucions per segle a Quedlinburg té igualment una història, apareixent l'afirmació segons la qual 133 bruixes van ser cremades només l'any 1589 a Geschichte der Hexenprozesse (1880, repassat l'any 1910), i també com a resultat d'una execució massiva en un sol dia al llibre de Gustav Roskoff, Geschichte dels Teufels (1869, pàg. 304). es troba alguna referència tardana a aquestes xifres a la tercera edició del llibre de Brian de l'any 2006 Pàg. Levack's The Witch Hunt in Modern Europa (pàg. 24). Alguna referència a una éxécutionexecussió  al llibre de  John Michael Cooper, Mendelssohn, Goethe, and the Walpurgis night: the heathen musa in European cultura, 1700–1850 (pàg. 15).
Sembla que l'estimació de Voigt sobre el nombre mitjà d'execucions per segle a  Quedlinburg" coincideix amb un informe dels anys 1580 que parla d'una execussió en massa en una sola jornada a  Osnabrück. De les referències a aquesta execucions en massa es troben a la literatura del XIX segle, de vegades amb l'afirmació que les quatre condemnades més maques s'eleven de les flames i s'escapen pels aires abans d'haver cremat
.
Finallement Roskoff (1869) sembla haver barrejat les 133 execucions en una jornada a Osnabrück amb 133 execucions per segle. L'informe de Osnabrück sembla venir d'un flyer distribuït l'any 1588, constatant 133 execucions en un sol dia « aquest any ». El flyer és reimprès l'any 1589 i durant els anys 1590s, sempre ambl'esment de 
« aquest any ». El títol sensasionalista reflecteix l'execució a Osnabrück de 121 bruixes durant l'estiu de 1583 (però sobre un període estès sobre 5 mesos, i no pas un sol dia) el nombre d'execucions més elevat del que es té constància en aquesta ciutat qsigui quin sigui l'any considerat (Pohl 1990).